# Sonata per pianoforte n. 18 (Beethoven)
La sonata per pianoforte n. 18 di Ludwig van Beethoven costituisce la terza delle sonate pubblicate sotto il numero d'Opera 31. È talvolta chiamata impropriamente con il titolo "La Caccia", denominazione non affidata dall'autore, il quale diede il titolo di Sonata quasi una fantasia solamente alle due sonate dell'op. 27 e Gli addii alla sonata op. 81a. Seppur appartenente allo stesso numero d'Opera delle due precedenti sonate per pianoforte, essa è stata in realtà composta e pubblicata circa un anno più tardi (più precisamente la data di composizione risale al 1802, quella di pubblicazione al 1804).

## Struttura
La struttura della sonata è articolata in quattro movimenti (a differenza delle due compagne d'opera, divise in tre soli movimenti), qui di seguito elencati:
1. Allegro
2. Scherzo: Allegretto e vivace (in La bemolle maggiore)
3. Minuetto: Moderato e grazioso
4. Presto con fuoco

Da notare l'assenza di un movimento "lento", parzialmente soppiantato dal minuetto a cui l'autore ha assegnato l'indicazione Moderato.

## Analisi del Primo movimento
Il Primo movimento della sonata numero 18 per pianoforte di Beethoven (il numero 3 dell'opera 31) è un ” Allegro” in tempo tre quarti nella tonalità di base di mi bemolle maggiore. La struttura formale è quella della forma-sonata: Esposizione – Sviluppo – Ripresa.

### Esposizione
L'Esposizione del primo movimento di questa sonata comprende un primo tema (misure 1 – 45), un secondo tema (misure 45 – 81) e un motivo conclusivo dell'Esposizione (misure 81 – 88). La codetta del secondo tema insieme al motivo conclusivo forma la coda dell'Esposizione.

#### Primo tema
Il Primo tema consiste in due frasi di 8 misure (da 1 a 8 e da 10 a 17) inframmezzate da un breve ponte di collegamento, alle quali fa seguito una “codetta”. La prima frase si apre con due battute uguali (”le più sconcertanti, dal punto di vista emotivo, che Beethoven abbia mai scritto”): è una “domanda” che si appoggia su un ambiente tonale indeterminato formato dall'armonia della sopratonica (II grado - fa minore 7) in secondo rivolto (con al basso la sottodominante IV grado - la bemolle). Seguono quattro battute accordali durante le quali il basso sale cromaticamente: la bemolle – la naturale – si bemolle; mentre un accordo di settima diminuita sul do risolve sulla tonica (mi bemolle maggiore). Dopo il ”gioco dei modi maggiore e minore, sempre tonalmente indecisi” per la prima volta (a battuta 6) si fa sentire la tonica! Le ultime due battute consistono in una semplice cadenza (”convenzionale, graziosa, affabile, disarmante”) perfetta V-I (si bemolle maggiore settima => mi bemolle maggiore) il cui scopo è quello di riportare la melodia da un ambiente cromatico ad un più stabile diatonico e ovviamente di dare una risposta alle prime due battute. Semplificando questa prima frase consiste in una cadenza del tipo IV-V-I dove il IV grado è in realtà sostituito dal II. Se la struttura classica della doppia frase è Tonica – Dominante / Tonica – Tonica, qui abbiamo una formula del tipo: Sottodominate – Dominante - Tonica, quindi una struttura aperta fin dall'inizio, e chiusa sola alla fine della frase. [batt. 1 – 9]
Un breve ponte di collegamento di due battute unisce la prima frase alla seconda. La ”sensibilità dolorosa e indefinibilmente drammatica” della prima frase viene riconfermata in modo simmetrico anche nella seconda frase del primo tema. Poche sono le differenze: la “domanda” si assesta più decisamente sul IV grado (sottodominante – la bemolle maggiore) e i vari incisi sono dislocati in ottave diverse: un'ottava-sopra la prima domanda, un'ottava-sotto l'accordo di settima diminuita e un'ottava-sopra la risoluzione sulla tonica.

La codetta del tema consiste in un due semifrasi entrambe su un pedale di tonica di crome ribattute: la prima da misura 18 a misura 21, la seconda da misura 22 a misura 25. Alla seconda semifrase si aggancia direttamente una coda di poche battute di crome con “punto rotondo” (o “staccato comune”) raddoppiate in ottava, che ha lo scopo di preparare un'ultima entrata (per l'Esposizione) del tema principale (a misura 33). Questo ritorno del tema è caratterizzato dal modo minore: la bemolle minore sovrapposto ad una accordo di fa minore con quinta diminuita (in pratica è la nota do che viene abbassata di un semitono). Questo cambio di modalità ”rendono ancora più intensi gli accordi di battuta 3”, ma lo scopo di questa fase è quella di preparare l'entrata del secondo tema. Si tratta quindi di un ponte modulante che tramite alcune progressioni ascendenti basate sulle battute 3-4 approda alla dominante della dominante (fa) in preparazione della tonalità (si bemolle maggiore) del secondo tema.

Riepilogando i mezzi con i quali Beethoven ottiene l'effetto di movimento verso l'area del secondo gruppo tematico, sono i seguenti:
- un incremento della densità degli eventi ottenuto dalle crome con punto rotondo (aumento del ritmo) da battuta 25;
- l'introduzione della sottodominante minore (fa minore) a battuta 33 (elemento coloristico ma anche di movimento tonale);
- una progressione (”indice di attività del materiale”) con frequenza del cambiamento con modulo di due battute (misure 35 – 37 – 39 – 41);
- elemento drammatico introdotto dai quattro fa discendenti staccati e forti un istante prima del secondo tema.

#### Secondo tema
Il Secondo tema è formato da due semifrasi di quattro misure ciascuna, nella classica struttura di “domanda (misure 45  - 49) – risposta (misure 49 - 53)”. Si tratta di una melodia con accompagnamento realizzato da un Basso albertino. La ”snellezza e la schietta superficialità settecentesca” di questo secondo tema contrasta decisamente con il carattere più drammatico del primo. Altri elementi di contrasto (con il primo tema) sono: (1) la staticità armonica sulla dominante (si bemolle maggiore) e (2) l'accelerazione del ritmo (nel ponte di collegamento prima della ripetizione variata del tema, l'esecutore deve risolvere fino a 12 suoni per pulsazione). [batt. 45-53]
Un ponte di collegamento (misure 53 -56) ripropone il tema in una forma variata (misure 57 - 64) mantenendo l'ambito armonico della dominante. 

A misura 64 inizia la codetta del tema che si presenta subito ”con uno spiccato senso di moto” ottenuto tramite una serie di progressioni sia sul piano armonico che quello ritmico (rottura del ritmo tramite accordi sincopati). [batt. 64-72]
Questa fase viene conclusa da un accordo di si bemolle maggiore che si protrae per 6 misure (battute 72 – 77), armonia del prossimo tema. Siamo arrivati così alla fine dell'Esposizione dove ”l'opposizione tra originale/convenzionale viene risolta da un tema conclusivo, una versione abbreviata del tema principale”. Tema dal carattere cadenzale con il quale ritorna la stabilità armonica della dominante (si bemolle maggiore) tramite un trillo sulla nota do (dominate di dominante di dominante) su un accordo di settima di sopratonica (fa maggiore settima). [batt. 78-88]

### Sviluppo
Con lo Sviluppo viene ripreso il tema principale, ma solamente le prime due battute sono uguali; ora il basso (misure 91 – 96) scende cromaticamente: la bemolle – sol – fa diesis. Il fa diesis (in particolare un accordo di fa diesis settima diminuita) è necessario per preparare il do minore: tonalità relativa minore. In questo caso la tonalità relativa minore è una delle tonalità convenzionali usate nello Sviluppo. Anche le prossime 4 misure (battute 96 – 99) sono di preparazione alla tonalità do minore: la voce di soprano con una risoluzione drammatica scende cromaticamente dal la naturale (la bequadro) al la bemolle e al sol. Quest'ultima nota è la dominante di do minore, tonalità che viene subito confermata tramite un lungo pedale (8 misure di seguito) sulla nota do. [batt. 89-100]
A questo punto inizia una lunga progressione di quarte con moto accelerato: do – fa (misura 116) – si bemolle (misura 124) – mi bemolle (misura 126) – la bemolle (misura 128). Come si vede ogni fase della progressione è praticamente la dominante del passo seguente. L'ultimo accordo viene tenuto per 9 misure con una serie di arpeggi ascendenti creando una situazione di attesa finché non appare il tema fondamentale. Non siamo in presenza di un ritorno classico (dominante => tonica) in quanto il tema è del tutto particolare iniziando su una sottodominante (la bemolle), Beethoven quindi per far rientrare il tema utilizza un procedimento ampiamente sfruttato da Haydn: ”ripetere più e più volte di seguito, con insistenza, un singolo dettaglio per convincere l'ascoltatore che quel che segue è inevitabile”.

### Ripresa
La Ripresa è regolare e senza sorprese. Solamente, nella riesposizione del Primo tema, nella parte finale, alcune battute vengono ripetute/variate, e prima della seconda idea non viene ripresentato, contrariamente all'Esposizione, il tema principale. Il Secondo tema, seguendo le norme, si ripresenta alla tonica (mi bemolle maggiore). 

Nella Coda Finale Beethoven ritorna a utilizzare l'armonia della sottodominante (la bemolle). La coda inizia (a misura 220) con il tema armonizzato sull'accordo di re bemolle maggiore. La salita cromatica delle battute 3 - 6 ora avviene per gradi fino al sol (da misura 222 a misura 229) agganciandosi alla fine alle figurazioni della battuta 4, 5 e 6 per ritornare alla tonalità d'impianto (mi bemolle maggiore). [bat. 220-233]
Riprende quindi il tema ”ma con dislocazioni dei vari elementi in ottave diverse”. Il raggiungimento finale della tonica (a misura 250) è fatto sul materiale che nell'Esposizione serve a preparare il modo minore (misure 25 – 32). 

### Schema riassuntivo
| Parte       | Sezione          | Sottosezione                                       | Grado                                              | Tonalità                         | Battute: da-a |
| ----------- | ---------------- | -------------------------------------------------- | -------------------------------------------------- | -------------------------------- | ------------- |
| Esposizione | Tema principale  | Prima frase                                        | IV (sottodominante)/II (sopratonica) => I (tonica) | la b magg./fa min. => mi b magg. | 1 – 9         |
| Esposizione | Tema principale  | Seconda frase                                      | IV (sottodominante) => I (tonica)                  | la b magg. => mi b magg.         | 10 – 17       |
| Esposizione | Tema principale  | Codetta del tema (2 semifrasi)                     | I (tonica)                                         | mi b magg.                       | 18 - 32       |
| Esposizione | Tema principale  | Ripresentazione del tema                           | IV (sottodominate)                                 | la b min.                        | 33 - 45       |
| Esposizione | Secondo tema     | Prima esposizione del tema (2 semifrasi)           | V (dominante)                                      | si b magg.                       | 45 - 52       |
| Esposizione | Secondo tema     | Breve ponte modulante                              | V (dominante)                                      | si b magg.                       | 53 - 56       |
| Esposizione | Secondo tema     | Seconda esposizione del tema variata (2 semifrasi) | V (dominante)                                      | si b magg.                       | 57 – 64       |
| Esposizione | Secondo tema     | Codetta del tema variata                           | V (dominante)                                      | si b magg.                       | 64 - 77       |
| Esposizione | Coda esposizione | Tema conclusivo                                    | II (sopratonica)/V (dominante)                     | fa magg./si b magg.              | 78 - 88       |
| Sviluppo    |                  |                                                    |                                                    |                                  | 89 – 136      |
| Ripresa     | Tema principale  | Prima frase                                        | IV (sottodominante)/II (sopratonica) => I (tonica) | la b magg./fa min. => mi b magg. | 137 - 145     |
| Ripresa     | Tema principale  | Seconda frase                                      | IV (sottodominante) => I (tonica)                  | la b magg. => mi b magg.         | 146 - 153     |
| Ripresa     | Tema principale  | Codetta del tema (2 semifrasi)                     | I (tonica)                                         | mi b magg.                       | 154 - 169     |
| Ripresa     | Secondo tema     | Prima esposizione del tema (2 semifrasi)           | I (tonica)                                         | mi b magg.                       | 170 - 176     |
| Ripresa     | Secondo tema     | Breve ponte modulante                              | I (tonica)                                         | mi b magg.                       | 177 - 182     |
| Ripresa     | Secondo tema     | Seconda esposizione del tema variata (2 semifrasi) | I (tonica)                                         | mi b magg.                       | 183 - 189     |
| Ripresa     | Secondo tema     | Codetta del tema variata                           | I (tonica)                                         | mi b magg.                       | 190 - 219     |
| Coda finale | Tema principale  |                                                    | IV (sottodominante) => I (tonica)                  | la b magg. => mi b magg.         | 220 – 253     |

## Analisi del Secondo movimento
Il Secondo movimento della sonata è un ” Allegretto vivace” in tempo due quarti nella tonalità di base di la bemolle maggiore. La struttura è quella di uno scherzo basato sulla classica forma-sonata: Esposizione dei due temi (misure 1 – 63) – Sviluppo (misure 64 – 107) – Ripresa (misure 108 – 173).

### Esposizione
L'Esposizione prevede un Tema principale (misure 1 – 34), un Ponte di collegamento al secondo tema (misure 34 – 50) e un Secondo tema (50 – 63).

Subito viene presentato il Tema principale ”impetuoso e ardito” formato da una frase regolare di 8 misure nella quale si possono intravedere due semifrasi (domanda – risposta). Entrambe le semifrasi iniziano alla tonica (la bemolle maggiore), ma mentre la prima termina alla dominante (mi bemolle maggiore) la seconda cadenza alla tonica (la bemolle maggiore) dopo un accordo di settima di dominante (mi bemolle maggiore settima). [bat. 1 – 8]
Una breve codetta (misure 8 – 13) introduce un'idea secondaria fondamentalmente ritmica (“idea ritmica”) che alcuni commentatori (Hugo Riemann) considerano ”l'anima della seconda idea”. Questa idea ritmica è impostata sulla nota do che è da considerare come dominante dell'armonia di fa minore (il fa è la dominante della dominante della dominante – ossia il fa è la dominante di si bemolle che a sua volta è la dominante di mi bemolle che a sua volta è la dominante di la bemolle - tonica); ”forse è un richiamo alla tonalità di fa minore del tema principale del movimento d'apertura” (ma non solo questo). [bat. 13 – 17]
A misura 20 ritorna il tema dello scherzo invariato rispetto alla prima esposizione. Viene riproposta nuovamente la codetta a cui segue l'idea ritmica abbreviata con il ritorno dell'armonia al fa minore. Un improvviso passaggio in fortissimo (misure 34 – 35) dal fa minore a fa maggiore segna l'inizio del ponte alla seconda idea: ”un disegno per seste staccatissimo” all'interno del quale alla mano sinistra ritorna per la terza volta l'idea ritmica che definitivamente preannuncia il secondo tema vero e proprio armonizzato sulla dominante (mi bemolle maggiore). Questo spiega l'armonia di fa maggiore/minore preparata dalla sua dominante (il do dell'idea ritmica). Nella tecnica tradizionale settecentesca per preparare il mi bemolle del secondo tema (partendo ovviamente dalla tonica la bemolle) si usava passare per la semicadenza (o cadenza sospesa) sul si bemolle (ossia il fa); essendo il si bemolle la dominante di mi bemolle. Si ha quindi partendo dal do: il V grado del V del V del V (quest'ultimo è il mi bemolle – dominante a sua volta di la bemolle). A metà di questo ponte un altro accordo fortissimo sul si bemolle maggiore prepara ulteriormente la tonalità della dominante (mi bemolle maggiore) del secondo tema.

Il carattere del Secondo tema è ”allegro e spensierato”; da un punto di vista formale si sviluppa su due brevi semifrasi identiche. [batt. 50 – 54]
Una breve codetta conclude l'Esposizione.

### Sviluppo
Lo Sviluppo ”è pieno di bizzarre e divertenti trovate: accenti marcati in levare e sorprendenti cambi di modo”. Nella coda dell'esposizione una rapida modulazione (il mi bemolle diventa naturale per formare l'accordo di do maggiore) fa iniziare lo Sviluppo con il tema principale nella tonalità di fa maggiore (misure 66 – 72) preparata appunto dal do maggiore. Ma subito (a misura 72) si ripresenta l'idea ritmica insieme al materiale del ponte di collegamento tra il primo e il secondo tema. Ritorna quindi il tema principale in do maggiore (misure 85 – 88).

A questo punto (misura 88) entra a far parte dello Sviluppo una rapidissima quintina di biscrome, che dopo due misure si trasforma in una sestina e quindi si stabilizza in una quartina di semibiscrome presentata in seguito per ben 12 volte. Possiamo cercare l'origine di questa figura in una analoga apparsa per la prima volta a misura 19 in preparazione alla rienunciazione del tema principale. Queste biscrome sono difficilmente descrivibili: da un lato sembrano portare un'imprevista tragicità, ma dall'altro sembrano l'espressione di una potente gioia quasi feroce. ”Sono questi passaggi che fanno ricordare le subitanee, omeriche risate di Beethoven, delle quali non era facile intuire la causa.”' [batt. 88 – 93]
La coda dello sviluppo ritorna nella normalità con l'armonia della dominante (mi bemolle maggiore) evidenziata da un pedale sulla nota mi bemolle (misure 99 – 104) in preparazione del ritorno del tema principale alla tonica.

### Ripresa
La Ripresa è abbastanza regolare. A misura 108 ritorna il tema principale alla tonica, viene riproposta l'idea ritmica. La seconda rienunciazione del tema è lievemente variata. Anche il ponte di collegamento al secondo tema rientra nell'armonia della tonica (il secondo accordo in fortissimo a misura 146 è in mi bemolle maggiore). Il secondo tema (alla tonica) e una breve coda chiudono definitivamente questo scherzo. 

### Schema riassuntivo
| Parte       | Sezione                                              | Sottosezione                    | Grado                                 | Tonalità                | Battute: da-a |
| ----------- | ---------------------------------------------------- | ------------------------------- | ------------------------------------- | ----------------------- | ------------- |
| Esposizione | Tema principale                                      | Tema                            | I (tonica)                            | la b magg.              | 1 – 8         |
| Esposizione | Tema principale                                      | Codetta del tema                | I (tonica) => VI (sopradominante)     | la b magg. => fa minore | 8 - 13        |
| Esposizione | Tema principale                                      | Idea ritmica                    | VI (sopradominante)                   | fa minore               | 13 - 19       |
| Esposizione | Tema principale                                      | Rienunciazione del tema         | I (tonica)                            | la b magg.              | 20 - 27       |
| Esposizione | Tema principale                                      | Codetta del tema - Idea ritmica | I (tonica) => VI (sopradominante)     | la b magg. => fa minore | 27 - 34       |
| Esposizione | Ponte di collegamento al secondo tema (Idea ritmica) | (modulazione al maggiore)       | VI (sopradominante)=>II (sopratonica) | fa magg.=> si b magg.   | 34 - 49       |
| Esposizione | Secondo tema                                         | Tema                            | V (dominante)                         | mi b magg.              | 50 - 54       |
| Esposizione | Secondo tema                                         | Codetta del tema                | V (dominante)                         | mi b magg.              | 54 - 63       |
| Esposizione | Secondo tema                                         | Modulazione                     |                                       | => do maggiore          | 64 - 65       |
| Sviluppo    | Tema principale                                      |                                 | VI (sopradominante)                   | fa magg.                | 66 - 72       |
| Sviluppo    | Sviluppo dell’Idea ritmica                           |                                 |                                       |                         | 72 - 84       |
| Sviluppo    | Sviluppo del Tema principale                         | (quartine di semibiscrome)      |                                       |                         | 85 - 97       |
| Sviluppo    | Coda dello sviluppo                                  | (pedale di dominante)           | V (domiante)                          | mi b magg.              | 98 - 107      |
| Ripresa     | Tema principale                                      | Tema                            | I (tonica)                            | la b magg.              | 108 – 115     |
| Ripresa     | Tema principale                                      | Codetta del tema                | I (tonica) => VI (sopradominante)     | la b magg. => fa minore | 115 - 120     |
| Ripresa     | Tema principale                                      | Idea ritmica                    | VI (sopradominante)                   | fa minore               | 120 - 126     |
| Ripresa     | Tema principale                                      | Rienunciazione del tema variato | I (tonica)                            | la b magg.              | 127 - 134     |
| Ripresa     | Tema principale                                      | Codetta del tema - Idea ritmica | I (tonica)                            | la b magg.              | 134 - 141     |
| Ripresa     | Ponte di collegamento al secondo tema (Idea ritmica) |                                 | V (dominante)                         | mi b magg.              | 141 - 157     |
| Ripresa     | Secondo tema                                         | Tema                            | I (tonica))                           | la b magg.              | 157 - 161     |
| Ripresa     | Secondo tema                                         | Codetta del tema                | I (tonica))                           | la b magg.              | 161 - 173     |

## Analisi del Terzo movimento
Il Terzo movimento della sonata è un Minuetto ”Moderato e grazioso” in tempo tre quarti nella tonalità di base di mi bemolle maggiore. La struttura è quella di un classico Minuetto: Minuetto (misure 1 – 20), Trio (misure 21 – 45), Ripresa del Minuetto (misure 45 – 72).

In questo Minuetto siamo ben lontani dall'idea di danza; ”è piuttosto un canto triste e accorato che rivela un nascosto tormento”.

### Minuetto
Il Minuetto è nella forma a due frasi ripetute (e non tre come vuole la tradizione). Il tema si sviluppa su una classica frase di 8 misure; inizia sulla tonica (mi bemolle maggiore) e si chiude sulla dominante (si bemolle maggiore). Possiamo ulteriormente suddividere la frase del minuetto in due semifrasi divise da una breve cesura alla battuta 5 (è quello che propone Casella nella sua revisione critica delle sonate beethoveniane – Ed. Ricordi, vol. II, pag- 142) [batt. 1 – 9]
La seconda parte del minuetto (può essere considerato un suo breve sviluppo) inizia a misura 12 con una nota estranea alla tonalità di base, un do bemolle, che dimostra quanto questo Minuetto sia lontano dalla sensibilità di Haydn o di Mozart.

### Trio
Il Trio è nella forma a tre frasi. La prima frase (misura 21 – 29), a sua volta divisa in due semifrasi, sviluppa il tema del trio nella tonica (mi bemolle maggiore) per concludere alla dominante (si bemolle maggiore). [batt. 21-29]
La seconda frase del Trio è un crescendo in preparazione alla ripresa del tema del Trio (la terza frase). Questo crescendo consiste quasi unicamente nella ripetizione dell'accordo di accordo di nona minore sulla dominante (sib – re – fa – lab – dob). [batt. 30-36]
La terza frase del Trio riprende il tema del Trio e si conclude alla tonica (mi bemolle maggiore). Quindi viene ripreso integralmente il Minuetto a cui fa seguito una coda di 9 misure basata quasi esclusivamente sull'inciso iniziale del tema del Minuetto (croma puntata e semicroma) 

### Schema riassuntivo
| Parte                | Sezione                   | Sottosezione | Grado                       | Tonalità                 | Battute: da-a |
| -------------------- | ------------------------- | ------------ | --------------------------- | ------------------------ | ------------- |
| Minuetto             | Tema del Minuetto         |              | I (tonica) => V (dominante) | Mi b magg. => Si b magg. | 1 – 11        |
| Minuetto             | Sviluppo del Minuetto     |              | => I (tonica)               | => Mi b magg.            | 12 - 20       |
| Trio                 | Tema del Trio             |              | I (tonica) => V (dominante) | Mi b magg. => Si b magg. | 21 - 29       |
| Trio                 | Crescendo                 |              | V (dominante) => I (tonica) | Si b magg. => Mi b magg. | 30 - 36       |
| Trio                 | Ripresa del tema del Trio |              | I (tonica)                  | Mi b magg.               | 36 - 44       |
| Ripresa del Minuetto | Tema del Minuetto         |              | I (tonica) => V (dominante) | Mi b magg. => Si b magg. | 45 - 55       |
| Ripresa del Minuetto | Sviluppo del Minuetto     |              | => I (tonica)               | => Mi b magg.            | 56 - 64       |
| Ripresa del Minuetto | Coda del Minuetto         |              | I (tonica)                  | Mi b magg.               | 64 - 72       |

## Analisi del Quarto movimento
Il Quarto movimento della sonata numero è un ”Presto con fuoco” in tempo sei ottavi nella tonalità di base di Mi bemolle maggiore. La forma è libera; si può intravedere un principio di forma-sonata (Esposizione del tema – Sviluppo – Ripresa), ma le varie parti non rispettano le disposizioni tonali classiche di questa forma. Altri commentatori in questo movimento riconoscono una tarantella. La sonorità di base è data fin dall'inizio dall'accompagnamento di terzine della mano sinistra dove importanti sono le due note iniziali dei tempi forti della battuta: la prima nota, un si bemolle che produce una consonanza imperfetta di quarta (ma che comunque appartiene all'accordo della tonica), e la quarta nota, un re dissonante all'interno dell'armonia fondamentale. Il tema appare due battute dopo l'inizio ed è formato da una frase di quattro misure. In realtà il tema vero e proprio è formato dalle prime due misure, le altre due ripetono la stessa figurazione una ottava sotto: abbiamo quindi una classica struttura tipo domanda-risposta. [batt. 1 – 7]
Il tema viene ripetuto integralmente a misura 10, quindi a misura 14 inizia la codetta. Questa è formata da diversi temi secondari ma sempre generati dall'idea iniziale (sia l'accompagnamento che il tema). I temi secondari si possono individuare alle misure 14, 22, 36, 44 e 66. In questa fase l'armonia predominante è quella della dominante.

Dopo la ripetizione della Ripresa, lo Sviluppo inizia su una nuova tonalità, quella della mediante abbassata (sol bemolle). [batt. 85-91]
In questo Sviluppo viene ripreso praticamente tutto il materiale della codetta dell'Esposizione presentato allora alla dominante, ora nella nuova tonalità della mediante abbassata. Notevole è il trattamento che Beethoven riserva all'accompagnamento (le terzine): progressivamente nello sviluppo manifesta una certa indipendenza che verso la coda diventa completamente autosufficiente.

Nella parte finale dello Sviluppo ritorna l'armonia della tonica, ma minore in quanto più vicina al sol bemolle. Quindi a misura 175 ritorna il tema iniziale (Ripresa). In realtà in questa Ripresa Beethoven prosegue l'elaborazione iniziata nello Sviluppo, e preannunciata già nella codetta dell'Esposizione. 

A misura 267 inizia la Coda Finale inizialmente basata solamente sulle terzine dell'accompagnamento, poi s'inserisce per frammenti il tema. Questo continuo dialogo tra tema e terzine portato avanti ”con un acrobatico virtuosismo di mani incrociate” prosegue fino alla chiusura del movimento.[batt. 297-304]

### Schema riassuntivo
| Parte       | Sezione                        | Sottosezione | Grado                    | Tonalità      | Battute: da-a |
| ----------- | ------------------------------ | ------------ | ------------------------ | ------------- | ------------- |
| Esposizione | Tema                           |              | I (tonica)               | Mi b magg.    | 1 – 7         |
| Esposizione | Ripetizione del Tema           |              | I (tonica)               | Mi b magg.    | 7 - 15        |
| Esposizione | Codette                        |              | =>V (dominante)          | => Si b magg. | 15 - 87       |
| Sviluppo    | Tema del Trio                  |              | III (mediante abbassata) | Sol b magg.   | 87 – 175      |
| Ripresa     | Tema                           |              | I (tonica)               | Mi b magg.    | 175 – 181     |
| Ripresa     | Ripetizione del Tema (variato) |              | I (tonica)               | Mi b magg.    | 181 - 187     |
| Ripresa     | Codette                        |              | =>V (dominante)          | => Si b magg. | 187 - 267     |
| Coda finale | Tema                           |              | I (tonica)               | Mi b magg.    | 267 - 337     |